# Общество Согласия
Общество Согласия Маньчжоу-го (маньчж. ᠮᠠᠨᠵᡠ
ᡤᡠᡵᡠᠨ
ᠰᡳᡝᡥᠣᡥᡠᡳ, кит. трад. 滿洲國協和會, пиньинь Mǎnzhōuguó Xiéhehuì, Уэйд — Джайлз: Man3-chou1-kuo2 Hsieh2-ho-hui4; яп. Хэпбёрн: Manshū-koku Kyōwakai, в англоязычных источниках Concordia Association) — политическая организация в Маньчжоу-го.
Ключевую роль в Маньчжоу-Го играло Общество Согласия. Его название объясняется выдвинутой японцами паназиатской концепцией «согласия народов», предполагавшей самоопределение различных азиатских народов по образцу советской модели «союза народов». Вместе с тем предполагалось сосуществование различных национальностей строго в рамках единого централизованного государства, что могло бы помочь избежать возможного ослабления. Общество Согласия предполагало самоорганизацию в рамках отдельных общин для разных национальностей; в нём были представлены монголы, маньчжуры, корейцы, японцы, мусульмане, русские эмигранты и китайское большинство. При этом для организации была характерна опора на традиционных для каждой общины религиозных лидеров.
Общество задумывалось как основная политическая сила Маньчжоу-Го, призванная заменить в этом качестве Квантунскую армию. Однако на деле Общество Согласия превратилось в идеологический инструмент в руках японских военных. В середине 30-х годов руководство Квантунской армии приказало обществу провести чистку своих лидеров, обвинённых в левых симпатиях. После чистки организация стала, фактически, ничем не отличаться от своих прародителей — фашистских партий Европы того времени, стоящих на позициях антикоммунизма и корпоративизма, и была преобразована для мобилизационных целей.
В общество были включены все госслужащие, вплоть до учителей, и все важные фигуры общества. Молодёжь в возрасте от 16 до 19 лет, начиная с 1937 года, автоматически зачислялась в организацию. К 1943 в обществе состояло до 10 % населения Маньчжурии.
Хотя формально в Маньчжоу-Го и не устанавливалась однопартийная система, фактически единственной разрешённой политической партией являлось Общество Согласия. Исключением из этого правила являлись различные политические движения проживавших в Маньчжурии иммигрантов.

## Создание и деятельность
Общество Согласия (Кёвакай) было создано в 1932 году, вскоре после провозглашения Маньчжоу-го. Согласно его программе, Общество ставило перед собой следующие цели:
1. Прославление государственного строительства.
2. Достижение гармонии между народами.
3. Повышение уровня жизни граждан.
4. Улучшение общественной нравственности.
5. Гражданская мобилизация.

Общество Согласия было единственной официально признанной политической организацией в Маньчжоу-го, при этом оно не являлось политической партией.